# العلاقات اليمنية الكورية الشمالية
العلاقات اليمنية الكورية الشمالية هي العلاقات الثنائية التي تجمع بين اليمن وكوريا الشمالية.

## مقارنة بين البلدين
هذه مقارنة عامة ومرجعية للدولتين:
| وجه المقارنة                                              | اليمن         | كوريا الشمالية                        |
| --------------------------------------------------------- | ------------- | ------------------------------------- |
| المساحة (كم2)                                             | 555.00 ألف    | 120.54 ألف                            |
| عدد السكان (نسمة)                                         | 28.25 مليون   | 25.49 مليون                           |
| الكثافة السكانية (ن./كم²)                                 | 50.9          | 211.47                                |
| العاصمة                                                   | صنعاء، عدن    | بيونغيانغ                             |
| اللغة الرسمية                                             | اللغة العربية | لغة كوريا الشمالية القياسية ‏          |
| العملة                                                    | ريال يمني     | وون كوري شمالي                        |
| الناتج المحلي الإجمالي (بليون دولار)                      | 18.21 مليار   |                                       |
| الناتج المحلي الإجمالي (تعادل القوة الشرائية) بليون دولار | 75.69 مليار   |                                       |
| الناتج المحلي الإجمالي الاسمي للفرد دولار أمريكي          | 1.41 ألف      |                                       |
| الناتج المحلي الإجمالي للفرد دولار أمريكي                 |               |                                       |
| مؤشر التنمية البشرية                                      | 0.498         |                                       |
| رمز المكالمات الدولي                                      | +967          | +850                                  |
| رمز الإنترنت                                              | .ye           | .kp                                   |
| المنطقة الزمنية                                           | ت ع م+03:00   | ت ع م+08:30، ت ع م+08:30، ت ع م+09:00 |

## منظمات دولية مشتركة
يشترك البلدان في عضوية مجموعة من المنظمات الدولية، منها:
| علم المنظمة | اسم المنظمة              | تاريخ انضمام اليمن | تاريخ انضمام كوريا الشمالية |
| ----------- | ------------------------ | ------------------ | --------------------------- |
|             | الأمم المتحدة            | 30 سبتمبر 1947     | 17 سبتمبر 1991              |
|             | الاتحاد الدولي للاتصالات | 1931               | ?                           |
|             | يونسكو                   | 2 أبريل 1962       | 18 أكتوبر 1974              |
|             | الاتحاد البريدي العالمي  | ?                  | ?                           |

## وصلات خارجية
- موقع وزارة الخارجية الكورية الشمالية